# Isabel da Áustria, rainha de França
Isabel da Áustria (em alemão: Elisabeth; em francês: Élisabeth; Viena, 5 de julho de 1554 — Viena, 22 de janeiro de 1592) foi arquiduquesa da Áustria por nascimento e rainha consorte de França como esposa de Carlos IX. Ela era filha do imperador Maximiliano II do Sacro Império Romano-Germânico e de Maria de Espanha.

## Infância

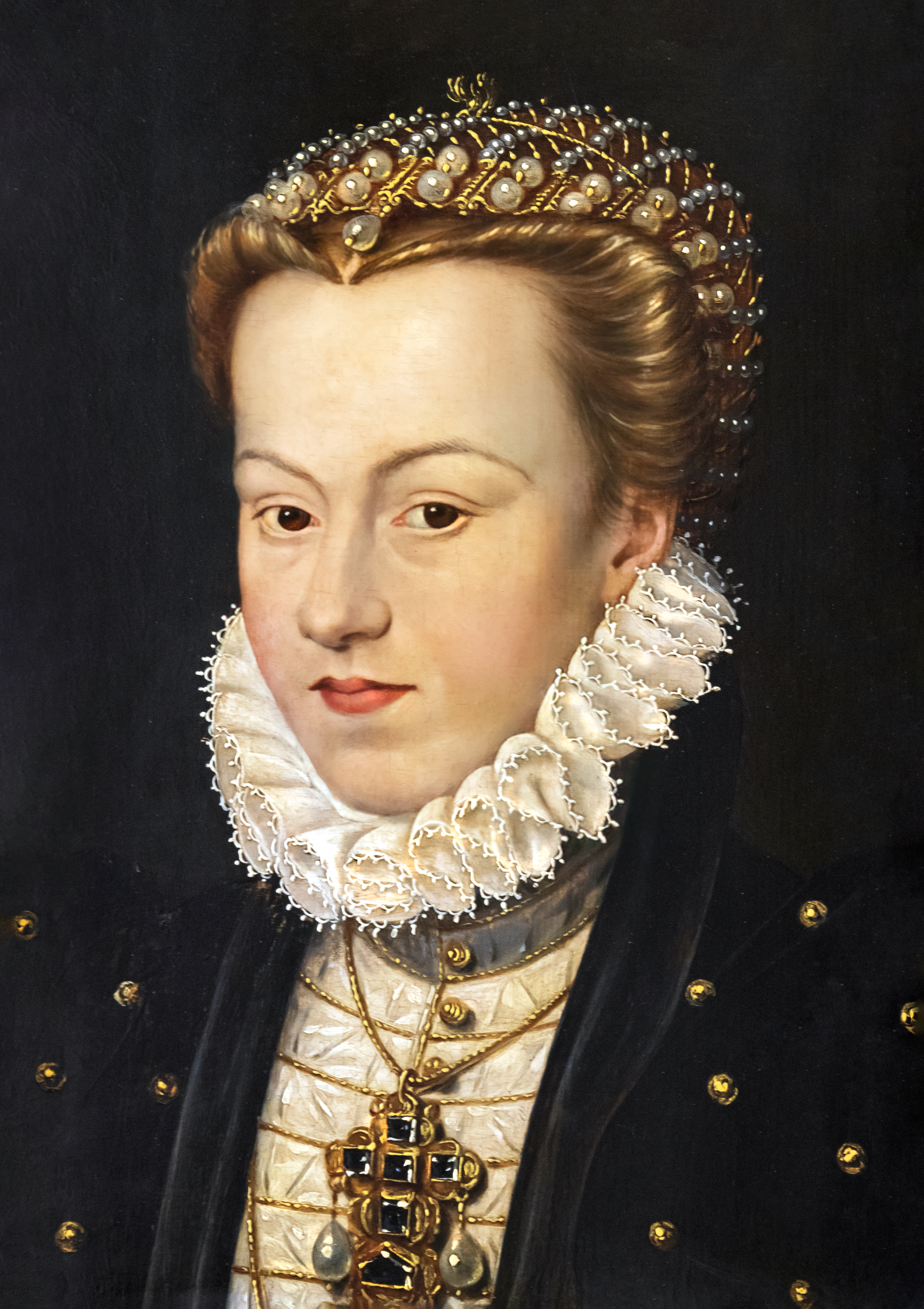
Isabel da Áustria, por François Clouet c.1571.

Isabel da Áustria nasceu em 5 de julho de 1554 em Viena. Ela era filha de Maximiliano II, Sacro Imperador Romano da Casa de Habsburgo e Maria da Espanha. Maria era filha do Sacro Imperador Romano Carlos V. Isabel era o quinto filho e a segunda filha em uma família de dezesseis, oito dos quais sobreviveram à infância. Isabel morava com sua irmã mais velha Ana e seu irmão mais novo Matias em um pavilhão nos jardins de Stallburg, que fazia parte do complexo do Palácio de Hofburg.
As crianças viviam uma vida protegida e privilegiada em um ambiente estrito. Eles foram criados como católicos romanos e Isabel parece ter sido a filha favorita de seu pai. Ela cresceu falando alemão e espanhol, mas nunca aprendeu francês, mesmo depois que um casamento francês foi considerado. Isabel se destacou em seus estudos e cresceu para ser loira e de pele clara com uma figura impecável. Ela era considerada uma grande beleza. Quando o francês Maréchal de Vieilleville visitou Viena em 1562, ele viu Isabel de oito anos e ficou tão impressionado com sua aparência que exclamou "Vossa Majestade, esta é a Rainha da França!".

## Casamento
Após a Paz de Saint-Germain em agosto de 1570, Catarina de Medici passou a negociar alianças matrimoniais para fortalecer a posição internacional da França. Ela gostava de arranjar casamentos de prestígio para os filhos. Sua política externa jogou católica contra protestante e esses acordos vinculariam ambas as religiões, garantindo que o rei não ficaria em dívida com nenhuma delas. Catarina tentou casar seu filho Carlos com a rainha Isabel I, que era quinze anos mais velha. Quando isso não se concretizou, ela negociou com sucesso o casamento dele com Isabel da Áustria, filha do imperador católico Maximiliano II. Essa união solidificou uma aliança crucial e, ao mesmo tempo, revitalizou a corte francesa. Carlos era jovem, impressionável e completamente dominado por sua mãe. Ele era doente quando criança, propenso a febres e tinha uma tosse persistente. À medida que envelhecia, tornou-se sujeito a fúrias frenéticas e manicamente violentas. Após essas fúrias, ele se tornaria fraco e cheio de remorso. Ele comia muito pouco e se exercitava demais até ficar exausto e com falta de ar.

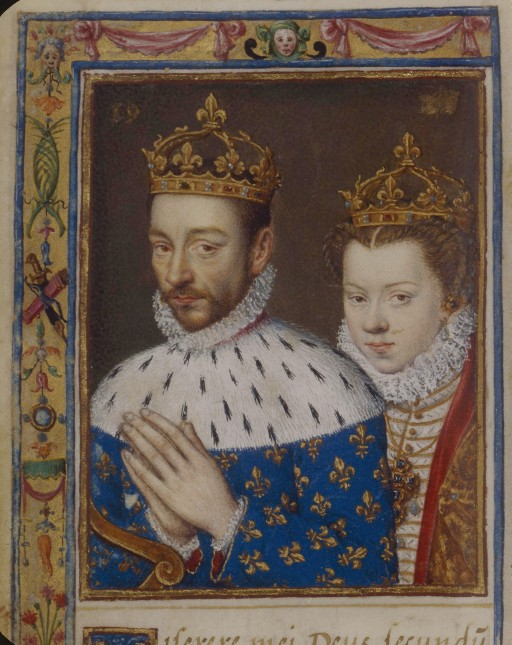
Miniatura extraída de um livro de orações de Catarina de Médici, retratando Carlos IX da França e Isabel.

Catarina de Médici estava ansiosa para negociar um casamento com uma das filhas do Sacro Imperador Romano. A irmã de Isabel, Ana, havia sido prometida ao rei da França, mas o rei Filipe II da Espanha anulou esse contrato e se casou com ela. Ana era mais velha e mais desejável, então o plano de Catarina foi frustrado. O casamento de Carlos com Isabel foi discutido pela primeira vez depois que sua irmã Isabel de Valois, Rainha da Espanha, morreu em outubro de 1568. Isabel era uma filha mais nova, mas ainda era uma arquiduquesa e Catarina ficou impressionada com o relato do Maréchal sobre a aparência de Isabel. Carlos viu um retrato de Isabel antes do casamento e seu comentário foi "Pelo menos ela não vai me dar dor de cabeça".
Alberto de Gondi foi nomeado por Catarina para negociar o tratado de casamento. O contrato foi ratificado em janeiro de 1570 e um casamento por procuração ocorreu em outubro na catedral de Speyer com o tio de Isabel, o arquiduque Fernando da Áustria-Tirol posterior, que substituiu o rei Carlos IX. Após as devidas celebrações, Isabel deixou a Áustria no início de novembro. As chuvas durante a viagem foram tão terríveis que as estradas ficaram intransitáveis, então foi decidido que o casamento oficial fosse celebrado na pequena cidade fronteiriça de Mézières, em Champagne. Antes de chegar ao seu destino, Isabel parou em Sedan. Os irmãos mais novos do rei, Henrique, duque d’Anjou e Francisco, duque d’Alençon cumprimentaram oficialmente Isabel. Carlos também estava lá, vestido incógnito de soldado, misturando-se à multidão para ver sua noiva sem que ela soubesse. Carlos ficou encantado com o que viu. Embora o tesouro francês estivesse vazio, Catarina estava determinada a ter um casamento esplêndido e levantou o dinheiro necessário do clero e cobrou um imposto especial sobre as vendas de tecidos. Ela queria apresentar um espetáculo que mostrasse os noivos sendo descendentes de Carlos Magno e apresentando-se como Artemis, a portadora da paz. Isabel chegou em 25 de novembro de 1570 em Mézières, uma pequena cidade fronteiriça na fronteira do império de seu pai em uma carruagem rosa e branca dourada, acompanhada por uma enorme comitiva de nobres alemães. A multidão a cumprimentou com entusiasmo. Carlos vagou pela multidão incógnito, observando-a passar. A cerimônia formal de casamento foi celebrada no dia seguinte com a oficia do Cardeal de Bourbon. Enquanto Carlos observava sua noiva se aproximando durante a missa nupcial, ele ficou completamente impressionado com sua beleza. Ela usava um vestido prateado bordado com pérolas, um manto roxo decorado com flor-de-lis e uma coroa cravejada de rubis, esmeraldas, safiras e diamantes.

## Descendência
Casou-se com o Rei Carlos IX da França em 25 de novembro de 1570 o casamento gerou uma filha: 
- Maria Isabel da França (27 de outubro de 1572 - 2 de abril de 1578) morreu aos 5 anos de idade provavelmente de tuberculose.

## Rainha
Todos voltaram a Paris para se preparar para a entrada do rei no estado em março. Catarina levantou o dinheiro para as celebrações penhorando e hipotecando muitos de seus bens pessoais. Em janeiro, Isabel adoeceu com bronquite no Château de Madrid, no Bois de Boulogne. Catarina e Carlos cuidaram dela pessoalmente até que ela se recuperasse. Carlos fez uma entrada estatal em Paris em 6 de março. Houve uma cerimônia em que Catarina simbolicamente entregou o poder a Carlos. Ele a agradeceu perante o Parlement em 11 de março. Isabel foi coroada em St. Denis em 25 de março e quatro dias depois fez uma entrada estatal em Paris. Ela usava um manto de arminho real cravejado de pedras preciosas e decorado com flor de lis. Sua coroa era de ouro, coberta com grandes pérolas que realçavam perfeitamente sua beleza loira. A multidão ficou impressionada com a confusão de tecido prateado. Ao lado dela estavam sentados seus cunhados, Anjou e Alençon, que estavam tão enfeitados quanto ela. Uma vasta comitiva a seguiu e ela impressionou profundamente os parisienses.
Carlos tinha uma amante em Paris chamada Maria Touchet, filha de um protestante burguês de ascendência flamenga. Eles se conheceram em Orleães em 1569 e ele imediatamente se apaixonou por ela e manteve o caso em segredo por muitos meses. Ela era uma garota do interior que não nutria aspirações. Carlos contou à sua irmã Margarida o segredo e pediu-lhe que admitisse Maria em sua casa como uma de suas damas. Quando Catarina de Medici descobriu o caso, ela fez perguntas e aprovou. Maria não teve influência sobre o rei. Ela deu à luz um filho que recebeu o nome de seu pai e sempre foi conhecido como ‘Petit Carlos’.
Carlos continuou este caso durante seu casamento com Isabel. Em setembro de 1571, o líder protestante Gaspar de Coligny foi a Blois para se encontrar com o rei e Catarina de Medici. O rei estava tentando caminhar na linha tênue entre os católicos e os protestantes. Alguns viram este encontro com grande suspeita. Isabel pensava em Coligny como a encarnação do diabo e sua atitude refletia os verdadeiros sentimentos do povo. Quando foi apresentado a Isabel, Coligny fez uma reverência, deu um passo à frente e se ajoelhou, estendendo a mão para beijar sua mão. Sua inexperiência na falta de diplomacia tornou-se óbvia quando ela se afastou dele com um suspiro de horror para evitar ser tocada por ele. Os cortesãos riram nervosamente da reação dela, já que estavam acostumados a esconder seus próprios sentimentos.

### Vida na corte

Pintura retratando o Massacre da Noite de São Bartolomeu onde milhões de huguenotes foram assassinados.

Em 18 de agosto de 1572, o casamento da irmã do rei Margarida e Henrique de Navarra foi celebrado em Paris. Isabel estava grávida e estava hospedada em Fontainebleau, no campo. A cerimônia de casamento passou e as festividades começaram no dia seguinte. Na sexta-feira, 22 de agostoo recesso governamental para o casamento terminou e as comemorações foram concluídas. O que aconteceu a seguir tem sido objeto de conjecturas por mais de quatrocentos anos. Basta dizer que, quem quer que o tenha ordenado ou sancionado, ocorreu um dos massacres mais sangrentos da história da França. Durante o massacre do Dia de São Bartolomeu, pelo menos três mil protestantes foram mortos somente em Paris. O almirante Gaspar de Coligny foi descaradamente assassinado durante toda a turbulência. Isabel, quando contada por seus servos que seu marido havia ordenado o massacre, pediu perdão a Deus por Carlos. A matança não parou naquele dia. Dezenas de milhares de protestantes em toda a França morreram depois. As guerras religiosas recomeçaram com força total.
Isabel deu à luz sua filha Maria Isabel em 27 de outubro de 1572. Uma de suas madrinhas foi a rainha Isabel I da Inglaterra. Em 21 de agosto de 1573, enviados poloneses chegaram a Paris para saudar seu rei recém-eleito, o irmão de Carlos Henrique, duque d'Anjou. Catarina, Carlos e Isabel os saudaram no Louvre. Os embaixadores eram altamente cultos e multilíngues, falavam francês com um sotaque impecável.

## Rainha viúva
Em meados do mês, era óbvio que Carlos morreria, embora permanecesse lúcido. No final do mês, ele não podia mais sair da cama. Ele estava suando profusamente e lutando para respirar. Seus lençóis estavam encharcados de sangue e precisavam ser trocados constantemente. Isabel permaneceu em seu quarto e, em vez de se sentar ao lado da cama do marido, ela se sentou do lado oposto, olhando para ele com amor e raramente falando. Ele olhou para ela enquanto Isabel chorava muitas lágrimas, enxugando os olhos com frequência. Carlos morreu em 30 de maio de 1574.
Henrique, agora rei da França, conseguiu escapar da Polônia e viajou para a corte do pai de Isabel, o imperador Maximiliano II, onde foi gentilmente recebido. Após a morte de Carlos, o pai de Isabel secretamente esperava que ela se casasse com Henrique, mas o novo rei tinha outras ideias. Ele voltou para a França e foi coroado rei. Isabel, com menos de vinte anos e mãe de uma mera filha, não foi reconhecida ou recompensada como seu status merecia e decidiu voltar a Viena. Seu pai pagou seu dote e providenciou seu retorno. De acordo com as leis da França, uma mulher não poderia herdar o trono. Maria Isabel era uma filha da França e, portanto, não podia deixar o país, forçando Isabel a abandoná-la. Ela fez uma última visita a Amboise para dar um beijo de despedida em sua filha e partiu em 25 de novembro de 1575.

## Últimos anos

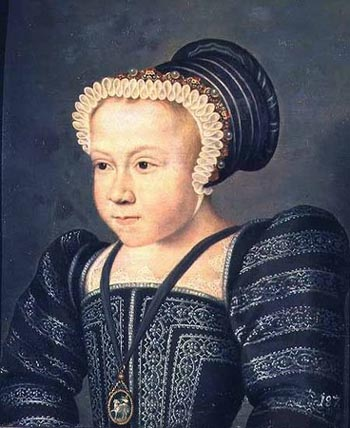
A filha de Isabel e Carlos IX: Maria Isabel de França.

Ela permaneceu em Nancy por um curto período com o duque de Lorraine e depois voltou para Viena. Quando sua irmã Ana, Rainha da Espanha, morreu em 1580, o nome de Isabel foi mencionado como a nova esposa de Filipe II, mas ela recusou. Porque ela queria entrar para um convento, ela fundou o mosteiro de Santa Clara em Viena e também criou a Igreja de Todos os Santos em Praga. Quando sua cunhada Margarida deixou seu marido Henrique de Navarra em 1587, ela estava empobrecida e reduzida a implorar por dinheiro a Isabel. Ela concordou em entregar metade de sua renda de dote a Margarida para seu sustento. Quando Isabel morreu em 1592, a renda cessou e Margarida foi forçada a se desfazer de todos os seus ativos portáteis, incluindo seus talheres, apenas para manter sua pequena casa funcionando.
A filha de Isabel, Maria Isabel, morou em Amboise e Blois antes de se mudar para o Hôtel d’Anjou em Paris, perto do Louvre. Henrique, duque d’Anjou viveu lá antes de partir para a Polônia e em 1573, ele deu a casa para sua irmã Margarida, então Maria Isabel conhecia bem sua tia e seu tio. Ela foi descrita como tendo uma gentileza de espírito e bondade de caráter, assim como sua mãe. Maria Isabel ficou doente e morreu em 2 de abril de 1578. Uma autópsia foi realizada nos restos mortais e determinou-se que ela morreu de uma infecção pulmonar, provavelmente tuberculose. Em 9 de abril, os restos mortais de Maria Isabel foram levados do Hôtel d’Anjou para Notre-Dame para seu funeral e no dia seguinte ela foi enterrada na Basílica de St. Denis ao lado de seu pai. Isabel aposentou-se em seu convento de Santa Clara e morreu lá em 22 de janeiro de 1592. Ela foi enterrada na Catedral de Santo Estêvão, em Viena. Desta morte, Brantôme afirmou: "quando morreu, [...] a imperatriz [sua mãe] [...] disse: 'El mejor de nosotros ha muerto.' (O melhor de nós morreu)". Pierre de L'Estoile fará notar que Isabel foi "muito amada e lamentada pelos franceses".
o célebre escritor Pierre de Brantôme lhe faz elogios. Qualifica Isabel de:
| “ | "uma das melhores, mais doces, mais sábias e mais virtuosas rainhas que reinará após o reinado de todos os reis." | ” |